# Hersilia deelemanae
Hersilia deelemanae är en spindelart som beskrevs av Baehr 1993. Hersilia deelemanae ingår i släktet Hersilia och familjen Hersiliidae. Inga underarter finns listade i Catalogue of Life.